# Elecciones regionales de Sicilia de 2022
Las Elecciones regionales de Sicilia de 2022 se realizaron el 25 de septiembre de 2022, en coincidencia con las elecciones generales de Italia, con el objetivo de renovar la Asamblea Regional Siciliana y elegir al Presidente de Sicilia. Renato Schifani, candidato de la coalición de centroderecha, ganó fácilmente las elecciones, convirtiéndose en el próximo presidente de la región.

## Sistema electoral
El Parlamento Siciliano es elegido con un sistema mixto: 62 diputados se eligen con una forma de representación proporcional utilizando el cociente Hare con listas abiertas y un umbral del 5%, mientras que 8 parlamentarios (7+1) se eligen con un sistema de votación en bloque con listas cerradas.
| AG | CL | CT | EN | ME | PA | RG | SR | TP | Total |
| -- | -- | -- | -- | -- | -- | -- | -- | -- | ----- |
| 6  | 3  | 13 | 2  | 8  | 16 | 4  | 5  | 5  | 62    |

## Antecedentes

### Elecciones primarias del campo progresista
El 18 de junio se celebró una conferencia de prensa entre los líderes del Partido Democrático, el Movimiento 5 Estrellas, la Izquierda Italiana, Europa Verde, Artículo Uno, el Partido Socialista Italiano y Cien Pasos para Sicilia. Presentaron las bases para las elecciones primarias del campo progresista, que se celebraron el 23 de julio. La fecha límite para la presentación de candidaturas fue fijada para el 30 de junio. Caterina Chinnici ganó las elecciones primarias con el 44% de los votos, por delante de Barbara Floridia (32%) y Claudio Fava (23%).
| Candidato | Candidato         | Partido                 | Votos  | %      | Notas       |
| --------- | ----------------- | ----------------------- | ------ | ------ | ----------- |
|           | Caterina Chinnici | Partido Democrático     | 14.552 | 44,77% | [ 5 ]       |
|           | Barbara Floridia  | Movimiento 5 Estrellas  | 10.317 | 31,74% | [ 6 ]       |
|           | Claudio Fava      | Cien Pasos para Sicilia | 7.547  | 23,22% | [ 7 ] [ 8 ] |
| Total     | Total             | Total                   |        | 100%   |             |

## Partidos y candidatos
A continuación se muestra una lista de los partidos y sus respectivos líderes en las elecciones.
| Partido político o alianza | Partido político o alianza                     | Listas constituyentes                           | Listas constituyentes                     | Resultado previo | Resultado previo | Candidato         | Ref.   |
| Partido político o alianza | Partido político o alianza                     | Listas constituyentes                           | Listas constituyentes                     | Votos (%)        | Escaños          | Candidato         | Ref.   |
| -------------------------- | ---------------------------------------------- | ----------------------------------------------- | ----------------------------------------- | ---------------- | ---------------- | ----------------- | ------ |
|                            | Coalición de centroderecha                     |                                                 | Forza Italia                              | 16,4             | 12               | Renato Schifani   |        |
|                            | Coalición de centroderecha                     | Populares y Autonomistas – Nosotros con Sicilia | 7,1                                       | 5                |                  | Renato Schifani   |        |
|                            | Coalición de centroderecha                     | Hermanos de Italia (incl. DB)                   | 5,6                                       | 3                |                  | Renato Schifani   |        |
|                            | Coalición de centroderecha                     | Primero Italia – Liga                           | 5,6                                       | 3                |                  | Renato Schifani   |        |
|                            | Coalición de centroderecha                     | Democracia Cristiana (incl. UDC)                | —                                         | —                |                  | Renato Schifani   |        |
|                            | Movimiento 5 Estrellas                         | Movimiento 5 Estrellas                          | Movimiento 5 Estrellas                    | 26,7             | 19               | Nuccio Di Paola   | [ 9 ]  |
|                            | Coalición de centroizquierda                   |                                                 | Partido Democrático (incl. PSI)           | 13,0             | 11               | Caterina Chinnici |        |
|                            | Cien Pasos para Sicilia (incl. Art.1, SI y EV) | 5,2                                             | 1                                         |                  |                  | Caterina Chinnici |        |
|                            | Sicilianos Libres                              | Sicilianos Libres                               | Sicilianos Libres                         | 0,7              | –                | Eliana Esposito   | [ 10 ] |
|                            | Acción - Italia Viva (incl. Juntos y PSS)      | Acción - Italia Viva (incl. Juntos y PSS)       | Acción - Italia Viva (incl. Juntos y PSS) | —                | —                | Gaetano Armao     | [ 11 ] |
|                            | Coalición De Luca                              |                                                 | Sur llama Norte                           | —                | —                | Cateno De Luca    | [ 12 ] |
|                            | Coalición De Luca                              | Sicilia Vera                                    | —                                         | —                |                  | Cateno De Luca    | [ 12 ] |

## Encuestas de opinión

### Candidates
Boca de urna
| Fecha          | Encuestadora | Muestra | Schifani    | Di Paola | Chinnici | De Luca | Armao | Otros | Dif. |           |       |         |         |      |
| -------------- | ------------ | ------- | ----------- | -------- | -------- | ------- | ----- | ----- | ---- | --------- | ----- | ------- | ------- | ---- |
| Fecha          | Encuestadora | Muestra | 25 Sep 2022 | Opinio   | –        | 37–41   | 13–17 | Otros | Dif. | 15,5–19,5 | 24–28 | 1,5–3,5 | 1,5–3,5 | 13,0 |
| 1–8 Sep 2022   | SWG          | 1.800   | 33–37       | 10–14    | 17–21    | 26–30   | 1–3   | 2–6   | 7,0  |           |       |         |         |      |
| 7 Sep 2022     | Noto         | 1.000   | 41,0        | 15,0     | 25,0     | 12,0    | 4,0   | 2,0   | 16,0 |           |       |         |         |      |
| 2–6 Sep 2022   | Ipsos        | 1.200   | 28,7        | 19,5     | 22,1     | 23,5    | 4,6   | 1,6   | 5,2  |           |       |         |         |      |
| 1–3 Sep 2022   | Tecnè        | 2.000   | 37–41       | 11–15    | 25–29    | 13–17   | 3–5   | 2–3   | 12,0 |           |       |         |         |      |
| 26–29 Ago 2022 | Tecnè        | 2.000   | 38–42       | 8–12     | 27–31    | 12–16   | 3–5   | 2–4   | 11,0 |           |       |         |         |      |

#### Candidatos hipotéticos
| Fecha | Encuestadora | Musumeci    | Cancelleri | Micari | Fava | De Luca | Ninguno | Dif. |      |   |      |     |
| ----- | ------------ | ----------- | ---------- | ------ | ---- | ------- | ------- | ---- | ---- | - | ---- | --- |
| Fecha | Encuestadora | 26 Jun 2021 | Keix       | 26,1   | 22,1 | 6,0     | Ninguno | Dif. | 13,2 | — | 31,0 | 4,0 |
| 28,1  | 27,1         | 26 Jun 2021 | Keix       | —      | —    | —       | 44,8    | 1,0  |      |   |      |     |
| 24,2  | 21,1         | 26 Jun 2021 | Keix       | —      | —    | 13,8    | 40,9    | 3,1  |      |   |      |     |
| 23,6  | —            | 26 Jun 2021 | Keix       | —      | 21,1 | 14,6    | TBA     | 2,5  |      |   |      |     |
| 28,5  | —            | 26 Jun 2021 | Keix       | —      | 25,4 | —       | TBA     | 3,1  |      |   |      |     |

### Partidos
| Fecha       | Encuestadora | Muestra | CDX           | CDX     | CDX       | CDX  | CDX  | CDX  | CDX | CDX  | M5S  | CSX  | CSX  | CSX   | CSX  | CSX | CSX  | IV  | A   | +E  | Otros | Dif. |   |   |     |     |   |   |     |
| Fecha       | Encuestadora | Muestra | FI            | MpA/NcI | UDC–CP–IS | #DB  | FdI  | Lega | CI  | Otro | M5S  | PD   | CPpS | Art.1 | SI   | EV  | Otro | IV  | A   | +E  | Otros | Dif. |   |   |     |     |   |   |     |
| ----------- | ------------ | ------- | ------------- | ------- | --------- | ---- | ---- | ---- | --- | ---- | ---- | ---- | ---- | ----- | ---- | --- | ---- | --- | --- | --- | ----- | ---- | - | - | --- | --- | - | - | --- |
| Fecha       | Encuestadora | Muestra | 9–14 Mar 2022 | Keix    | 1.920     | 10,3 | 0,6  | 1,6  | 6,8 | Otro | 15,4 | 7,8  | —    | —     | 22,9 | 9,8 | Otro | 2,6 | 2,6 | 2,6 | Otros | Dif. | — | — | 3,3 | 0,6 | — | — | 7,5 |
| 16 Feb 2022 | Demopolis    | —       | 14,0          | —       | —         | —    | 26,0 | 9,0  | —   | —    | 21,0 | 18,2 | —    | —     | —    | —   | —    | —   | —   | —   | 11,8  | 5,0  |   |   |     |     |   |   |     |
| 23 Dic 2021 | Noto         | —       | 11            | 3,5     | —         | 9    | 15   | 8    | 1   | 3,5  | 15,0 | 17,0 | 2,5  | 2,5   | 2,5  | 2,0 | 2,0  | 2   | 1,5 | 1,5 | 5,0   | 2,0  |   |   |     |     |   |   |     |
| 26 Jun 2021 | Keix         | —       | 9,2           | 2,5     | 3,5       | 8,1  | 13,7 | 10,5 | —   | —    | 22,7 | 13,9 | 4,4  | 3,1   | 0,7  | —   | —    | 4,2 | 3,1 | —   | —     | 9,0  |   |   |     |     |   |   |     |

## Resultados
|                                    |                                    |           |       |         |                          |                        |           |       |         |
| Candidatos                         | Candidatos                         | Votos     | %     | Escaños | Partidos                 | Partidos               | Votos     | %     | Escaños |
|                                    | Renato Schifani                    | 887.215   | 42,05 | 7       |                          |                        |           |       |         |
|                                    | Renato Schifani                    | 887.215   | 42,05 | 7       | Hermanos de Italia       | 282,345                | 15,10     | 11    |         |
|                                    | Renato Schifani                    | 887.215   | 42,05 | 7       | Forza Italia             | 275.736                | 14,75     | 11    |         |
|                                    | Renato Schifani                    | 887.215   | 42,05 | 7       | Primero Italia – Liga    | 127.454                | 6,80      | 4     |         |
|                                    | Renato Schifani                    | 887.215   | 42,05 | 7       | Populares y Autonomistas | 127.096                | 6,80      | 3     |         |
|                                    | Renato Schifani                    | 887.215   | 42,05 | 7       | Democracia Cristiana     | 121.691                | 6,51      | 4     |         |
| Total                              | Total                              | 887.215   | 42,05 | 7       | 934.322                  | 49,96                  | 33        |       |         |
|                                    | Cateno De Luca                     | 505.386   | 23,95 | 1       |                          |                        |           |       |         |
|                                    | Cateno De Luca                     | 505.386   | 23,95 | 1       | Sur llama Norte          | 254.453                | 13,61     | 7     |         |
|                                    | Cateno De Luca                     | 505.386   | 23,95 | 1       | Sicilia Vera             | 50.877                 | 2,72      | –     |         |
|                                    | Cateno De Luca                     | 505.386   | 23,95 | 1       | Orgullo Siciliano        | 18.165                 | 0,97      | –     |         |
|                                    | Cateno De Luca                     | 505.386   | 23,95 | 1       | Tierra de Amor           | 3.390                  | 0,18      | –     |         |
|                                    | Cateno De Luca                     | 505.386   | 23,95 | 1       | Jóvenes Sicilianos       | 3.042                  | 0,16      | –     |         |
|                                    | Cateno De Luca                     | 505.386   | 23,95 | 1       | Autonomía Siciliana      | 3.042                  | 0,16      | –     |         |
|                                    | Cateno De Luca                     | 505.386   | 23,95 | 1       | Empresa Sicilia          | 2.702                  | 0,14      | –     |         |
|                                    | Cateno De Luca                     | 505.386   | 23,95 | 1       | Trabajo en Sicilia       | 1.793                  | 0,10      | –     |         |
|                                    | Cateno De Luca                     | 505.386   | 23,95 | 1       | Basta de Mafia           | 1.356                  | 0,07      | –     |         |
| Total                              | Total                              | 505.386   | 23,95 | 1       | 336.390                  | 18,11                  | 7         |       |         |
|                                    | Caterina Chinnici                  | 341.252   | 16,17 | –       |                          |                        |           |       |         |
|                                    | Caterina Chinnici                  | 341.252   | 16,17 | –       | Partido Democrático      | 238.761                | 12,77     | 11    |         |
|                                    | Caterina Chinnici                  | 341.252   | 16,17 | –       | Cien Pasos para Sicilia  | 55.599                 | 2,97      | –     |         |
| Total                              | Total                              | 341.252   | 16,17 | –       | 294.360                  | 15,74                  | 11        |       |         |
|                                    | Nuccio di Paola                    | 321.142   | 15,22 | –       |                          | Movimiento 5 Estrellas | 254.974   | 13,64 | 11      |
|                                    | Gaetano Armao                      | 43.835    | 2,08  | –       |                          | Acción - Italia Viva   | 39.788    | 2,13  | –       |
|                                    | Eliana Esposito                    | 10.973    | 0,52  | –       |                          | Sicilianos Libres      | 7.654     | 0,41  | –       |
|                                    |                                    |           |       |         |                          |                        |           |       |         |
| Votos en blanco y nulos            | Votos en blanco y nulos            | 140.596   | 6,25  |         |                          |                        |           |       |         |
| Total candidatos                   | Total candidatos                   | 2.250.399 | 100   | 8       | Total partidos           | Total partidos         | 1.869.863 | 100   | 62      |
| Votantes registrados/participación | Votantes registrados/participación | 4.609.984 | 48,82 |         |                          |                        |           |       |         |
| Fuente: Regione Sicilia            |                                    |           |       |         |                          |                        |           |       |         |

| \| Voto popular \| Voto popular \| Voto popular \| Voto popular \| Voto popular \| \| ------------ \| ------------ \| ------------ \| ------------ \| ------------ \| \| Partidos \| Partidos \| \| % \| % \| \| FdI \| FdI \| \| 15.10 % \| 15.10 % \| \| FI \| FI \| \| 14.75 % \| 14.75 % \| \| M5S \| M5S \| \| 13.64 % \| 13.64 % \| \| ScN \| ScN \| \| 13.61 % \| 13.61 % \| \| PD \| PD \| \| 12.77 % \| 12.77 % \| \| Lega \| Lega \| \| 6.80 % \| 6.80 % \| \| PeA \| PeA \| \| 6.80 % \| 6.80 % \| \| DC \| DC \| \| 6.51 % \| 6.51 % \| \| CPpS \| CPpS \| \| 2.97 % \| 2.97 % \| \| SV \| SV \| \| 2.72 % \| 2.72 % \| \| A–IV \| A–IV \| \| 2.13 % \| 2.13 % \| |          |  |         |         |
| Voto popular |          |  |         |         |
| Partidos | Partidos |  | %       | %       |
| FdI | FdI      |  | 15.10 % | 15.10 % |
| FI | FI       |  | 14.75 % | 14.75 % |
| M5S | M5S      |  | 13.64 % | 13.64 % |
| ScN | ScN      |  | 13.61 % | 13.61 % |
| PD | PD       |  | 12.77 % | 12.77 % |
| Lega | Lega     |  | 6.80 %  | 6.80 %  |
| PeA | PeA      |  | 6.80 %  | 6.80 %  |
| DC | DC       |  | 6.51 %  | 6.51 %  |
| CPpS | CPpS     |  | 2.97 %  | 2.97 %  |
| SV | SV       |  | 2.72 %  | 2.72 %  |
| A–IV | A–IV     |  | 2.13 %  | 2.13 %  |

| \| Presidente \| Presidente \| Presidente \| Presidente \| Presidente \| \| ---------- \| ---------- \| ---------- \| ---------- \| ---------- \| \| Candidatos \| Candidatos \| \| % \| % \| \| Schifani \| Schifani \| \| 42.05 % \| 42.05 % \| \| De Luca \| De Luca \| \| 23.95 % \| 23.95 % \| \| Chinnici \| Chinnici \| \| 16.17 % \| 16.17 % \| \| Di Paola \| Di Paola \| \| 15.22 % \| 15.22 % \| \| Armao \| Armao \| \| 2.08 % \| 2.08 % \| \| Esposito \| Esposito \| \| 0.52 % \| 0.52 % \| |            |  |         |         |
| Presidente |            |  |         |         |
| Candidatos | Candidatos |  | %       | %       |
| Schifani | Schifani   |  | 42.05 % | 42.05 % |
| De Luca | De Luca    |  | 23.95 % | 23.95 % |
| Chinnici | Chinnici   |  | 16.17 % | 16.17 % |
| Di Paola | Di Paola   |  | 15.22 % | 15.22 % |
| Armao | Armao      |  | 2.08 %  | 2.08 %  |
| Esposito | Esposito   |  | 0.52 %  | 0.52 %  |